# Gibbonsia montereyensis
Gibbonsia montereyensis är en fiskart som beskrevs av Hubbs 1927. Gibbonsia montereyensis ingår i släktet Gibbonsia och familjen Clinidae. Inga underarter finns listade i Catalogue of Life.